# 秦家岩摩崖造像
秦家岩摩崖造像位於四川省內江市資中縣，文物遺址年代判定為南宋。2007年6月1日公佈為四川省第七批文物保護單位。